# Локсагатчі-Гроувс (Флорида)
Локсагатчі-Гроувс (англ. Loxahatchee Groves) — місто (англ. town) в США, в окрузі Палм-Біч штату Флорида. Населення — 3355 осіб (2020).

## Географія
Локсагатчі-Гроувс розташоване за координатами 26°42′39″ пн. ш. 80°16′32″ зх. д. / 26.71083° пн. ш. 80.27556° зх. д. (26.710870, -80.275668).  За даними Бюро перепису населення США в 2010 році місто мало площу 32,23 км², з яких 32,13 км² — суходіл та 0,11 км² — водойми.

## Демографія
Згідно з переписом 2010 року, у місті мешкало 3180 осіб у 1105 домогосподарствах у складі 777 родин. Густота населення становила 99 осіб/км².  Було 1222 помешкання (38/км²).
Расовий склад населення:
| - 87,2 % — білих - 3,3 % — чорних або афроамериканців - 1,6 % — азіатів - 1,4 % — корінних американців - 4,0 % — осіб інших рас |

До двох чи більше рас належало 2,4 %. Частка іспаномовних становила 18,7 % від усіх жителів.
За віковим діапазоном населення розподілялося таким чином: 19,5 % — особи молодші 18 років, 68,0 % — особи у віці 18—64 років, 12,5 % — особи у віці 65 років та старші. Медіана віку мешканця становила 44,5 року. На 100 осіб жіночої статі у місті припадало 121,4 чоловіків;  на 100 жінок у віці від 18 років та старших — 122,3 чоловіків також старших 18 років.
Середній дохід на одне домашнє господарство  становив 93 063 долари США (медіана — 69 394), а середній дохід на одну сім'ю — 98 463 долари (медіана — 76 336). Медіана доходів становила 48 269 доларів для чоловіків та 36 420 доларів для жінок. За межею бідності перебувало 7,9 % осіб, у тому числі 9,4 % дітей у віці до 18 років та 4,7 % осіб у віці 65 років та старших.
Цивільне працевлаштоване населення становило 1561 особа. Основні галузі зайнятості: науковці, спеціалісти, менеджери — 16,8 %, будівництво — 16,6 %, роздрібна торгівля — 15,1 %, освіта, охорона здоров'я та соціальна допомога — 15,0 %.